# Stenoonops
Stenoonops is een geslacht van spinnen uit de  familie van de Oonopidae (dwergcelspinnen).

## Soorten
- Stenoonops cletus Chickering, 1969
- Stenoonops dimotus Chickering, 1969
- Stenoonops econotus Chickering, 1969
- Stenoonops egenulus Simon, 1893
- Stenoonops halatus Chickering, 1969
- Stenoonops hoffi Chickering, 1969
- Stenoonops insolitus Chickering, 1969
- Stenoonops lucradus Chickering, 1969
- Stenoonops macabus Chickering, 1969
- Stenoonops minutus Chamberlin & Ivie, 1935
- Stenoonops nitens Bryant, 1942
- Stenoonops noctucus Chickering, 1969
- Stenoonops opisthornatus Benoit, 1979
- Stenoonops padiscus Chickering, 1969
- Stenoonops petrunkevitchi Chickering, 1951
- Stenoonops phonetus Chickering, 1969
- Stenoonops portoricensis Petrunkevitch, 1929
- Stenoonops reductus (Bryant, 1942)
- Stenoonops scabriculus Simon, 1891